# Victon
VICTON (en hangul, 빅톤); (Estilizado como VICTON, acrónimo de Voice to New World) fue una boy band surcoreana formada en 2016 y activa hasta abril de 2023 bajo la compañía de IST Entertainment (anteriormente Play M Entertainment). El grupo estaba formado inicialmente por siete miembros: Han Seung-woo, Kang Seung-sik, Heo Chan, Choi Byung-chan, Lim Se-jun, Do Han-se y Jung Su-bin. Su Fandom se llama Alice (Acrónimo de Always we love the voice) y sus colores son el azul coral y amarillo ardiente.

## Historia

### Predebut
Los miembros Byungchan, Seungwoo, Chan y Seungsik se unieron a Plan A Entertainment en 2014 y se encontraban en el primer grupo de aprendices masculinos de la compañía por sus grandes habilidades. Hanse y Sejun se unieron un año después, seguidos por la incorporación de última hora de Subin, el cual es un ex aprendiz de Cube Entertainment para el grupo PENTAGON.
Algunos de los miembros tenían experiencia con sus compañeros cuando aún eran aprendices, siendo bailarines de respaldo del grupo Apink en sus conciertos de «Pink Island» de 2015 y grabando coros para el álbum de Huh Gak.

### 2016:Me & 7Meny debut
El 24 de agosto Plan A Entertainment publicó detalles sobre el nuevo grupo, llamado entonces «Plan A Boys» y aunque no se confirmó la fecha de su debut, la agencia declaró que al ser la primera vez en presentar a un grupo de chicos estaban trabajando duro para que fuera bien recibido por el público.
El 30 de agosto se estrenó Me & 7Men por Mnet el cual es un reality show de 10 episodios para que el público conociera el proceso de debut de los integrantes y de igual manera poder conocerlos mejor.
El 29 de septiembre la empresa lanzó el teaser del vídeo musical "Begin Again" de Huh Gak y fue estrenado el 1 de septiembre en colaboración con «Plan A Boys» y aunque en el video se vieran a los 7 miembros del grupo solo cantan 3 los cuales fueron Seungsik, Sejun y Hanse.
Después del final de Me & 7Men el 1 de noviembre Plan A Entertainment reveló mediante un showcase que el grupo se llamaría oficialmente VICTON y que debutaría el 9 de noviembre. Para el 4 de noviembre se lanzó un video teaser donde el grupo muestra su imagen carismática y fuerte, presentando una de las pistas para su próximo álbum.
Finalmente el grupo debutaría en la fecha propuesta lanzando su primer miniálbum "Voice to New World" y el video musical de su canción debut, "I’m Fine". Naeun de Apink mostró su apoyo a sus juniors de agencia al protagonizar el video musical.

### 2017: Álbumes
El 22 de febrero Plan A Entertainment reveló el título de su segundo miniálbum "READY". Para el 27 de febrero se reveló el video teaser para su canción principal "EYEZ EYEZ" mostrando un concepto más masculino y finalmente el 2 de marzo VICTON lanzó su segundo miniálbum compuesto de 5 canciones y el video musical para su canción principal. Aunque los miembros eran relativamente novatos estuvieron involucrados en el proceso de producción, Hanse escribiendo su rap y Seungwoo junto a Chan como letristas.
El 28 de abril, se vendieron más de 1000 entradas para su primer fanmeeting llamado "Welcome to VICTON CLASS" en un minuto. Tantos fanes fueron a comprar las entradas que la página web cayó.
El 25 de mayo los miembros Byungchan, Seungsik y Sejun colaboraron junto a Rowoon, Chani y Yoo Tae-yang miembros del grupo SF9 para interpretar el tema "You are so beautiful" de Eddy Kim en KCONJapan.
El 16 de agosto se reveló la lista de canciones para su tercer miniálbum titulado "Identity", el cual incluirá 5 pistas tituladas: "UNBELIEVABLE", "Afraid to Lose", "Slow Breakup", "Flower", y "Light". Para el 23 de agosto fue estrenado este álbum  junto con el video musical de su canción principal, además el grupo realizó un showcase en el Samsung Hall de la Universidad Femenina Ewha el mismo día del lanzamiento del álbum.
El 27 de octubre VICTON reveló una imagen grupal para su cuarto miniálbum sin embargo fue hasta el día siguiente que se reveló el nombre del álbum, el cual sería "From.VICTON". Para el 30 de octubre se reveló la lista de canciones la cual constara de 6 temas. esta canción fue creada por Good Life, un equipo productor compuesto por Yong Jun-hyung de Highlight y Kim Tae Joo además de que Hanse ayudo a coescribir las letras de todos los temas y el integrante Seungwoo también coescribió tres temas, sin embargo la canción “Have a Good Night” contiene una letra escrita por todos los integrantes del grupo. El 9 de noviembre fue lanzado el video teaser para su canción principal "Remember Me", el breve video muestra la aparición de Hayoung de Apink observando al grupo a través de un televisor y a las 10:00 p. m. del mismo día, VICTON hizo su regreso con su cuarto miniálbum "From.VICTON" y el video musical para "Remember Me" en su primer aniversario como grupo.

### 2018: Busking yTime of Sorrow
El 18 de febrero Plan A Entertainment anunció que VICTON tendría un https://greecepowerballresult.com/ (Espectáculo callejero) el cual duraría tres semanas, este se realizaria en varios lugares de Seúl y la provincia de Gyeonggi.
El 25 de febrero se realizó su primer espectáculo en la plaza frente a U-plex en Sinchon, el cual a pesar de un clima frío, contó con un gran grupo de fanáticos. En estas actuaciones se interpretaron canciones de sus álbumes anteriores, así como canciones inéditas como «On My Way», interpretada por Hanse y Seungsik. También fue del agrado del público los covers realizados como 'Shadow' del grupo BEAST en Starfield y 'Lonely' del grupo 2NE1 en Gangnam.
El 21 de marzo el integrante Byungchan participó en la Semana de la Moda de Seúl otoño-invierno (Seoul Fashion Week Fall Winter) como modelo para la marca JARRET, en donde modelo un traje el cual hace un referencia al dinamismo del armario masculino actual.
El 9 de abril VICTON participó en el OST del drama That Man Oh Soo con un tema llamado "Celebrate", siendo su primera canción realizada para un drama.
El 11 de mayo VICTON reveló el calendario para su regreso, en este se muestra que muchos teasers están por ser lanzados antes de que el grupo regrese con su primer álbum sencillo. Para el 23 de mayo el grupo hizo su regreso con su primer sencillo titulada "Time of Sorrow", en esta canción participaron Hanse y Seungwoo en la escritura del rap. La canción encabezó la lista de Tower Records en Japón, a pesar de que el grupo no había hecho su debut oficial en el país y solo se presentó en KCON Japan.
El 2 de agosto Plan A Entertainment anunció que VICTON tendría su primera gira europea la cual iniciara el 11 de septiembre y visitará 7 ciudades las cuales son: Moscú, Londres, Madrid, Milán, Viena, Essen y Estambul.
El 3 de agosto VICTON realizó una colaboración junto a sus compañeros de discografía Huh Gak y Apink, donde este último grupo lanzó "OASIS" la cual es una nueva versión de la canción del 2007 de Brown Eyed Girls.

### 2019: Seis miembros
A principios de 2019 Byungchan y Seungwoo participaron como concursantes en el programa de telerrealidad de Mnet llamado PRODUCE X 101. El 11 de julio Plan M Entertainment anunció que Byungchan tenía que abandonar el programa de forma permanente para tratarse una tendinitis crónica de Aquiles. Sin embargo en el episodio final del 19 de julio, Seungwoo ocupó el tercer lugar en la clasificación de votos y se convirtió en miembro del nuevo grupo de chicos X1, originalmente con un contrato por cinco años.
VICTON hizo su reaparición como grupo de seis miembros el 4 de noviembre con su quinto miniálbum titulado "Nostalgia" y el sencillo principal «Nostalgic Night» el cual le valió al grupo su primera victoria en un programa musical desde su debut. El lanzamiento atrajo mucha más atención y el grupo se convirtió en uno de los tres temas de búsqueda más populares en los sitios nacionales de música en línea. Después de completar las promociones en Corea se embarcaron en una gira de conciertos por Asia, exhibiéndose en Tailandia, Filipinas, Japón y Taiwán pero antes de concluir la gira tuvieron dos conciertos con totalmente llenos en el Olympic Hall de Seúl.

### 2020: Discos y Debuts en solitario
El 29 de enero Plan M Entertainment anunció que Seungwoo retomaría las actividades con VICTON tras la disolución de X1. Para el 9 de marzo VICTON publica su sexto miniálbum titulado "Continuous" siendo su sencillo principal «Howling», el cual alcanzó el primer lugar en The Show y fue su segunda victoria como grupo. Aunque Byungchan se presentó sentado durante el showcase debido a una hernia de disco en el cuello la cual limito varios de sus trabajos.
El 13 de febrero Seungsik hizo su debut en solitario con el Sencillo "I'm still loving you" siendo el primer lanzamiento del proyecto musical de 722 STUDIO y de igual manera el primer miembro de VICTON en debutar solo.
Desde el 14 de abril, Seungwoo y Seungsik copresentaron el programa de radio Blanket Kick la cual se transmite en la aplicación de streaming de Naver los martes por la noche; sin embargo Chan reemplazó a Seungwoo como copresentador el 20 de julio de 2021, debido al alistamiento inminente de este último.
El 21 de mayo Play M Entertainment anunció el comeback del grupo al igual que su calendario de regreso y el 31 se estrenó su teaser de su Sencillo. Finalmente el 2 de junio VICTON hizo su regreso con su Sencillo llamado "Mayday", el cual trata de un amor peligroso, pero que bonito. Con esta canción ganaron el primer lugar en The Show logrando así la tercera victoria del grupo.
El 10 de agosto Seungwoo hizo su debut en solitario con el miniálbum "Fame" y su sencillo principal titulado «Sacrifice», el cual contiene las preocupaciones y sinceridad del pasado del artista.
De igual manera el 14 de agosto se estrenó el volumen 4 de "Summer Memories" siendo este un Sencillo de Seungsik junto a Ravi y Namjoo.
El 4 de noviembre se anunció que VICTON lanzaría su primer álbum de estudio completo titulado "Voice: The Future Is Now" el 1 de diciembre y del 12 al 22 de noviembre lanzaron imágenes tanto individuales como grupales de los integrantes. Sin embargo el 20 de noviembre, VICTON participó en una grabación en 1theK donde un miembro del personal externo dio positivo a COVID-19 por lo que el grupo y el personal se realizaron la prueba y aunque dieron negativo los miembros decidieron completar el período de cuarentena. La agencia declaró que pospondrían el lanzamiento hasta una fecha desconocida, debido a varias dificultades, incluidos los cambios de horario ya que el distanciamiento social se elevó al nivel 2 después del aumento en los casos de COVID-19.
Por suerte el 18 de diciembre Plan M Entertainment anunció que el álbum se lanzaría el 11 de enero de 2021 y que el showcase de regreso se cancelaría debido a la continua propagación de COVID-19 y para finales de diciembre se terminó de lanzar las fotos individuales y grupales de los miembros de los miembros que faltaban.

### 2021: Primer álbum
El 7 de enero se reveló el Highlight Medley dando un adelanto de las canciones que serían lanzadas, el 09 y 10 fueron subidos los teaser del MV. Finalmente el 11 de enero lanzaron su primer álbum llamado "VOICE: The future is now" además de su mv para su canción principal titulada "What I Said". El grupo realizó un espectáculo de presentación ese mismo día el cual fue transmitido en Mnet y su canal digital M2. El álbum incluye cuatro canciones en solitario de Seungsik, Chan, Hanse y Sejun.
El 25 de marzo los integrantes Hanse y Chan participaron en la Semana de la Moda de Seúl (Seoul Fashion Week) como modelos para la colección "SETSETSET", en donde fue su segunda aparición consecutiva como modelos en la misma.
El 28 de junio Seugnwoo lanzó su segundo miniálbum titulado "Fade" junto a su sencillo principal llamado «See You Again». Con el cual se despide para enlistarse al servicio militar obligatorio el 28 de julio.
El 24 de agosto Seugnsik lanzó su tercer Sencillo titulado «Look for the Silver Lining» en colaboración con la compañía musical CLEF, como parte de un proyecto de donación para la organización benéfica Good Neighbors.
Coincidiendo con su cumpleaños el 25 de septiembre Hanse hizo su debut en solitario con el miniálbum "Blaze" siendo su tema principal «Take Over» y trabajando en toda la producción de sus canciones.
El 17 de octubre los integrantes Seungsik, Hanse, Sejun y Chan participaron en una sesión fotográfica de caridad con la organización benéfica Good Neighbors para el Día Internacional para la Erradicación de la Pobreza.
El 2 de noviembre, Plan M Entertainment anunció que lanzarían un nuevo sencillo digital en el próximo quinto aniversario de su debut y el 9 de noviembre VICTON lanzó su Sencillo digital titulado «Sweet Travel» para conmemorar su quinto aniversario. Los miembros participaron en la composición de la canción ya que expresa su deseo de devolver todo el amor dado por sus fanes.
Lastimosamente el 26 de noviembre Heo Chan dio positivo por COVID-19 a pesar de estar completamente vacunado, por lo que se mantuvo en cuarentena. Mientras que los otros miembros de VICTON se realizaron la prueba y recibieron resultado negativo.
A pesar de esto el 28 de noviembre Plan M Entertainment anunció oficialmente los detalles de su próximo regreso el cual sería su tercer álbum sencillo titulado “Chronograph”, el cual sería el primer capítulo de su proyecto titulado "Time Trilogy" en enero de 2022. Además de que tendrían un gran avance del logo.
El 19 de diciembre los integrantes Seungsik y Sejun participaron en el OST del drama One Ordinary Day con el tema llamado "Pray For Me".

### 2022: Time Trilogy
El 1 de enero, VICTON reveló su tráiler “Time Trilogy” además de su agenda promocional para su comeback, el 3 de enero fue publicada la lista de canciones del sencillo, la cual contendría 3 temas y finalmente el 18 de enero se estrenó su tercer sencillo titulado "Chronograph" el cual incluye su tema principal del mismo nombre y su versión en inglés en el cual participó el integrante Hanse como escritor del tema junto con Hwang Yoo Bin. El video musical de "Chronograph" alcanzó los 10 millones de visitas en tres días, siendo el más rápido de los videos musicales del grupo en alcanzar esa marca. Además de que álbum también se destacó por ofrecer una versión más "consciente con el medio ambiente" ya además de comprar el álbum físico, la empresa IST Entertainment generó una nueva opción llamado "Álbumes de plataforma" donde se pueden escuchar las canciones por medio de una app y se envía a domicilio las photocards.
El 6 de marzo los integrantes Byungchan, Seungsik y Sejun participaron en el OST del drama A Business Proposal con el tema llamado "You Are Mine". En este drama Choi Byung-chan interpretó a Shin Ha-min hermano de la protagonista.
El 2 de mayo IST Entertainment anunció que el grupo lanzaría su séptimo miniálbum a finales de mes y el 10 de mayo fue publicada la lista de canciones la cual contendría 6 temas. Para el 31 de mayo se estrenó el miniálbum llamado "Chaos" y el video principal de su sencillo titulado "Stupid O’clock" donde su título hace referencia a la hora que es tarde en la noche o temprano en la mañana. Con solo cuatro días "Chaos" ya había sobrepasado las 87.000 ventas, rompiendo el récord anterior de "VOICE: The future is now" y según la lista de Hanteo vendió más de 90.000 copias la primera semana marcando un nuevo récord para el grupo.
El 18 de junio fueron invitados a la alfombra roja en el “Dream Concert” el cual es un gran concierto que reúne a cantantes populares para un divertido festival de música.
El 13 de agosto participaron junto a varios artistas en Show! Music Core en el festival de verano de Ulsan con su última canción "Stupid O’clock". En este capítulo no se reveló un ganador.
El 20 de septiembre Chan fue detenido por la policía por conducir bajo los efectos del alcohol y el 22 de septiembre la agencia IST Entertainment anunció que se detendrían todas sus actividades tanto grupales como individuales además de presentar una carta de disculpa por parte de este integrante. Sin embargo el 11 de octubre se declaró oficialmente que Chan abandonara el grupo por decisión propia permanentemente.
El 16 de octubre VICTON anunció a finales de su segundo concierto que el siguiente mes se estrenaría su octavo miniálbum titulado "Choice". Para el 18 del mismo mes fue lanzada la lista de canciones donde todas fueron coescritas por Hanse y la quinta por todo el grupo. Finalmente el álbum fue lanzado el 15 de noviembre. El 22 de noviembre, Hanteo anunció que el grupo había logrado las ventas más altas con un total de 100,198 copias en la primera semana de su lanzamiento, rompiendo el récord de ventas anterior de 93,897 establecido por su miniálbum anterior “Chaos” a principios de este año y convirtiéndose en el primer álbum del grupo en superar las 100,000 ventas en la primera semana.

## Miembros
| Nombre          | Nombre | Fecha de nacimiento                | Lugar de nacimiento        | Posición                                                     |
| Romanización    | Hangul | Fecha de nacimiento                | Lugar de nacimiento        | Posición                                                     |
| --------------- | ------ | ---------------------------------- | -------------------------- | ------------------------------------------------------------ |
| Han Seung-woo   | 한승우 | 24 de diciembre de 1994 (30 años)  | Seongnam, Corea del Sur    | Vocalista, rapero, bailarín.                                 |
| Kang Seung-sik  | 강승식 | 16 de abril de 1995 (30 años)      | Gyeonggi-do, Corea del Sur | Líder, Vocalista y Bailarín. (Inactivo, en servicio militar) |
| Heo Chan        | 허찬   | 14 de diciembre de 1995 (29 años)  | Seongnam, Corea del Sur    | Vocalista y bailarín.                                        |
| Lim Se-jun      | 임세준 | 27 de mayo de 1996 (29 años)       | Seúl, Corea del Sur        | Vocalista y bailarín.                                        |
| Choi Byung-chan | 최병찬 | 12 de noviembre de 1997 (27 años)  | Jeonju, Corea del Sur      | Vocalista y bailarín.                                        |
| Do Han-se       | 도한세 | 25 de septiembre de 1997 (27 años) | Incheon, Corea del Sur     | Rapero y bailarín.                                           |
| Jung Su-bin     | 정수빈 | 5 de abril de 1999 (26 años)       | Daejeon, Corea del Sur     | Vocalista, rapero, bailarín y maknae.                        |

## Discografía
| EPs - 2016: Voice To New World - 2017: READY - 2017: IDENTITY - 2017: From. VICTON - 2019: Nostalgia - 2020: CONTINUOUS - 2022: Chaos - 2022: Choice | Álbumes de estudio - 2021: VOICE: The future is now |

## Filmografía

### Programas de variedades
| Año      | Título                      | Canal       | Episodios          | Notas                                          |
| -------- | --------------------------- | ----------- | ------------------ | ---------------------------------------------- |
| 2022     | Show! Music Core            | MBC         |                    | Show Especial                                  |
| 2022     | Let's VICTON                | Withmuu     | 8                  |                                                |
| 2021     | Big Forest                  | Seezn       | 7                  | Heo Chan, Lim Se-jun y Jung Su-bin.            |
| 2021     | Victon's World Tour         | Idol Live   | 8                  |                                                |
| 2021     | Let's VICTON                | Youtube     | 12                 |                                                |
| 2020     | How to Be Inssa             | 1theK       | 4                  | [ 49 ]                                         |
| 2020     | Idol's Cuisine              | 1theK       | 4                  | [ 50 ]                                         |
| 2020     | Idol on Quiz                | KBS2        | Episodio 5         | Choi Byung-chan y Jung Su-bin.                 |
| 2020     | VICTON's Sensible Life      | Vlive       | 8 + 1 especial     | [ 51 ]                                         |
| 2020     | ILOGU VICTON                | Idol Live   | 8                  | Han Seung-woo no participó.                    |
| 2020     | Idol Workshop               | Idol Live   | 6                  | [ 52 ]                                         |
| 2019     | Produce X 101               | Idol Live   |                    | Choi Byung-chan abandonó y Han Seung-woo ganó. |
| 2019     | VICTON story                | Dingo Music |                    |                                                |
| 2019     | VICTON Trust Game           | Dingo Music | 6                  | Han Seung-woo no participó.                    |
| 2018     | Victon's Prelude to the War | 1theK       | 7                  | [ 53 ]                                         |
| 2017     | King of Mask Singer         | MBC         | Episodio 101 - 102 | Choi Byung-chan.                               |
| 2017     | VICTON Born Identity        | 1theK       | 16                 |                                                |
| 2016 - ? | VICTON Diary                | Youtube     | +100               | [ 54 ]                                         |
| 2016 - ? | TVicton                     | Youtube     | +100               | [ 55 ]                                         |
| 2016     | Me & 7Men                   | Mnet        | 10                 | Predebut.                                      |

### Programas de TV
| Año  | Título                            | Canal      | Episodios          | Notas                                                    |
| ---- | --------------------------------- | ---------- | ------------------ | -------------------------------------------------------- |
| 2021 | After School Club                 | Arirang TV | Episodio 455       |                                                          |
| 2020 | After School Club                 | Arirang TV | Episodio 413       |                                                          |
| 2019 | MC en Ban Ban Show                | SBS        | 9 Episodios        | Choi Byung-chan                                          |
| 2019 | After School Club                 | Arirang TV | Episodio 395       |                                                          |
| 2018 | Private life of VICTON            | Heyo TV    | Episodio 2         |                                                          |
| 2018 | After School Club                 | Arirang TV | Episodio 319       |                                                          |
| 2018 | Law of the Jungle                 | MBC        | Ep. 299 - 301      | Choi Byung-chan                                          |
| 2018 | Weekly Idol                       | MBC        | Episodio 356       |                                                          |
| 2018 | Idol Star Athletics Championships | MBC        |                    | Han Seung-woo obtuvo medalla de plata en atletismo.      |
| 2017 | MC en Inkigayo                    | SBS        | Episodio 9         | Choi Byung-chan                                          |
| 2017 | 미앤미                            | Mohae      | Episodio 9         | Lim Se-jun                                               |
| 2017 | Private life of VICTON            | Heyo TV    | Episodio 1         |                                                          |
| 2017 | Tour Avatar                       | Arirang TV | Episodio 11 - 12   | Choi Byung-chan y Lim Se-jun.                            |
| 2017 | I'm The Actor                     | iHQ        |                    | Jung Su-bin.                                             |
| 2017 | Video Star                        | MBC        | Episodio 32        | Choi Byung-chan.                                         |
| 2017 | After School Club                 | Arirang TV | Episodio 255       |                                                          |
| 2017 | Weekly Idol                       | MBC        | Episodio 288 - 323 | Han Seung-woo fue invitado para los episodios 297 - 298. |
| 2017 | Duet Song Festival                | MBC        | Episodio 44        | Choi Byung-chan y Heo Chan.                              |
| 2016 | The immigration                   | KSTYLE TV  |                    |                                                          |
| 2017 | Idol Star Athletics Championships | MBC        |                    | Han Seung-woo obtuvo medalla de cobre en atletismo.      |
| 2016 | After School Club                 | Arirang TV | Episodio 242       |                                                          |
| 2016 | Hello Counselor                   | KBS        | Episodio 305       | Choi Byung-chan junto Eunji y Naeun miembros de Apink.   |
| 2016 | 我愛偶像 Idols of Asia            | MTV        | Episodio 14        |                                                          |
| 2016 | Pops in Seoul                     | Arirang TV | 7 Episodios        | [ 56 ]                                                   |

### Anuncios
| Año  | Título                   | Notas         |
| ---- | ------------------------ | ------------- |
| 2020 | KAPSUL x VICTON          | [ 57 ] [ 58 ] |
| 2020 | Slow Acid x Teddy Island | [ 59 ]        |
| 2019 | In the milk              |               |
| 2019 | Justbite x Victon        | [ 60 ]        |

## Premios y nominaciones
| Premio                        | Año  | Categoría                        | Candidato | Resultado | Ref.   |
| ----------------------------- | ---- | -------------------------------- | --------- | --------- | ------ |
| Asia Artist Awards            | 2018 | Popularity Award – Music         | VICTON    | Nominados |        |
| Asia Artist Awards            | 2019 | Popularity Award – Music         | VICTON    | Nominados |        |
| Asia Artist Awards            | 2019 | Star15 Popularity Award          | VICTON    | Nominados |        |
| Asia Artist Awards            | 2020 | Popularity Award – Music         | VICTON    | Nominados | [ 61 ] |
| Asia Artist Awards            | 2021 | Male Idol Group Popularity Award | VICTON    | Nominados | [ 62 ] |
| Brand Customer Loyalty Awards | 2021 | Hot Trend Male Idol Group        | VICTON    | Ganadores | [ 63 ] |
| Genie Music Awards            | 2020 | Artist of the Year               | VICTON    | Nominados |        |
| MAXIM K-Model Awards          | 2017 | Model-trainer Award              | VICTON    | Ganadores | [ 64 ] |
| MTV Europe Music Awards       | 2020 | Best Korean Act                  | VICTON    | Nominados |        |
| Seoul Music Awards            | 2021 | Bonsang Award                    | VICTON    | Nominados | [ 65 ] |
| Seoul Music Awards            | 2021 | K-Wave Popularity Award          | VICTON    | Nominados | [ 65 ] |
| Seoul Music Awards            | 2021 | Popularity Award                 | VICTON    | Nominados | [ 65 ] |
| Seoul Music Awards            | 2022 | U+Idol Live Best Artist Award    | VICTON    | Nominados | [ 66 ] |
| Soribada Best K-Music Awards  | 2020 | Bonsang Award                    | VICTON    | Ganadores | [ 67 ] |
| Soribada Best K-Music Awards  | 2020 | Male Popularity Award            | VICTON    | Nominados | [ 67 ] |